# Matassa
La Matassa est une rivière du sud de la France, dans le département des Pyrénées-Orientales, dans la région Occitanie et un affluent de la Desix sous affluent de l'Agly.

## Géographie
De 13 km de longueur, elle prend sa source dans le Fenouillèdes Pyrénées-Orientales sous le nom de Rec de Vira sur la commune de Vira et se jette dans la Desix en rive gauche sur la commune de Feilluns.

### Départements et principales communes traversés
- Pyrénées-Orientales : Vira - Le Vivier - Fosse - Feilluns.

## Principal affluent
- la Rivière de Boucheville 8,6 km.